# 2022年楽天ジャパン・オープン・テニス選手権
2022年楽天ジャパン・オープン・テニス選手権は、2022年10月3日から10月9日にかけて東京都・江東区の有明コロシアム及び有明テニスの森公園で開催された、男子プロテニスATPツアーの大会である。サーフェスは屋外ハード。本大会は新型コロナウイルス感染症の世界的流行により2020年、2021年と中止したため、2019年以来3年ぶりの大会となった。

## シングルス

### シード選手
| 国             | 選手                     | ランキング1 | シード |
| -------------- | ------------------------ | ----------- | ------ |
| ノルウェー     | キャスパー・ルード       | 2           | 1      |
| イギリス       | キャメロン・ノリー       | 8           | 2      |
| アメリカ合衆国 | テイラー・フリッツ       | 12          | 3      |
| アメリカ合衆国 | フランシス・ティアフォー | 19          | 4      |
| オーストラリア | ニック・キリオス         | 20          | 5      |
| オーストラリア | アレックス・デミノー     | 22          | 6      |
| カナダ         | デニス・シャポバロフ     | 24          | 7      |
| イギリス       | ダニエル・エバンス       | 25          | 8      |
| クロアチア     | ボルナ・コリッチ         | 26          | 9      |

- 2022年9月26日付のランキングに基づく

### ワイルドカード
以下の3名がワイルドカードで本戦に出場した。
- 内田海智
- 内山靖崇
- 綿貫陽介

### 予選勝者
以下の4名が予選を勝ち上がり本戦に出場した。
- 野口莉央
- ラームクマール・ラーマナータン
- 島袋将
- 清水悠太

その他以下の選手がラッキールーザーで本戦に繰り上がった。
- 守屋宏紀

### 出場辞退
- ジェンソン・ブルックスビー →  曾俊欣
- マルコス・ギロン →  カミル・マイクシャク
- キャメロン・ノリー →  守屋宏紀
- ジョアン・ソウザ →  スティーブ・ジョンソン
- アレクサンダー・ズベレフ →  アレクセイ・ポピリン

## ダブルス

### シード選手
| 国             | 選手1                | 国             | 選手2                      | ランキング1 | シード |
| -------------- | -------------------- | -------------- | -------------------------- | ----------- | ------ |
| オーストラリア | タナシ・コッキナキス | オーストラリア | ニック・キリオス           | 34          | 1      |
| オーストラリア | マシュー・エブデン   | オーストラリア | マックス・パーセル         | 69          | 2      |
| ブラジル       | ラファエル・マトス   | スペイン       | ダビド・ベガ・エルナンデス | 74          | 3      |
| イギリス       | ダニエル・エバンス   | オーストラリア | ジョン・ピアース           | 108         | 4      |

- 2022年9月26日付のランキングに基づく

### ワイルドカード
以下の2組がワイルドカードで本戦に出場した。
- 松井俊英 /  上杉海斗
- 西岡良仁 /  内田海智

### 予選勝者
以下の組が予選を勝ち上がり本戦に出場した。
- サンダー ・ジレ /  ヨラン・フリーゲン

## 優勝

### シングルス
テイラー・フリッツ def.  フランシス・ティアフォー,7-67-3, 7-67-2

### ダブルス
マッケンジー・マクドナルド /  マルセロ・メロ def.  ラファエル・マトス /  ダビド・ベガ・エルナンデス, 6-4, 3-6, [10-4]

### 車いすシングルス
国枝慎吾 def.  小田凱人, 6-3, 2-6, 7-67-3